# Euxoa confluens
Euxoa confluens är en fjärilsart som beskrevs av Barend J. Lempke 1939. Euxoa confluens ingår i släktet Euxoa och familjen nattflyn. Inga underarter finns listade i Catalogue of Life.